# ギヨーム・ゴメス (レーサー)
ギヨーム・ゴメス（Guillaume Gomez 1969年7月25日 - ）は、フランスのレーシングドライバー。オルレアン出身。

## 経歴
ゴメスは1988年にルノー5ターボカップフランスでレースキャリアをスタート。後年、 フランス・フォーミュラ・ルノー、フォーミュラ3モナコグランプリ、フランス・フォーミュラ3 、マカオグランプリ、国際F3000といったフォーミュラカーレースやインターナショナル・スポーツレーシングシリーズ、FIA GT選手権、ヨーロピアン・ル・マン・シリーズ、ル・マン24時間レース、フランスGT選手権などのグランドツーリングカー・スポーツカーレースにも参戦した経験を持つ。
国際F3000では、1994年から1996年にかけて参戦。参戦初年度は8レース中、2回表彰台圏内入賞を果たし、12ポイントで、7位。 翌年度も2度表彰台に上がる活躍を見せた。しかし、1996年は苦戦。ノーポイントに終わっている。

## レース記録

### ル・マン24時間レース
| 年     | チーム        | コ・ドライバー              | 使用車両                 | クラス | 周回 | 総合順位 | クラス順位 |
| ------ | ------------- | --------------------------- | ------------------------ | ------ | ---- | -------- | ---------- |
| 2002年 | オート パレス | 福田良 ローレン・カズナーヴ | フェラーリ・360モデナ GT | GT     | 119  | DNF      | DNF        |